# 王路 (1963年)
王路（1963年2月—），男，汉族，浙江桐庐人，中华人民共和国政治人物，中国农工民主党中央委员会专职副主席，第十一届、第十二届、第十三届全国政协委员。

## 生平
早年毕业于中国科学技术大学力学系。2007年12月任海南省科技厅厅长。2008年，当选海南省政协副主席，同时当选第十一届全国政协委员，代表中国农工民主党，分入第十组。2013年2月，任海南省人民政府副省长。2018年1月，当选第十三届全国政协委员。